# Element químic

La taula periòdica dels elements químics

Els elements químics són substàncies pures que no es poden descompondre en cap altra substància pura més senzilla mitjançant mètodes químics. Des del punt de vista atòmic tots els àtoms d'un element tenen el mateix nombre de protons al seu nucli, podent variar el nombre de neutrons (isòtops). Aquest nombre es coneix com a nombre atòmic de l'element i se simbolitza per la lletra Z. Per exemple, els àtoms de l'element carboni (C) contenen 6 protons en el seu nucli, mentre que els àtoms d'urani en contenen 92, que hom indica amb el símbol de l'element i el nombre atòmic a sota a l'esquerra:
Es coneixen 118 elements químics diferents, dels quals 90 són naturals i la resta generats artificialment. Cada element es representa per un símbol d'una o dues lletres, segons la proposta de Berzelius. Els elements químics se solen classificar mitjançant la taula periòdica.
Els àtoms d'un element químic es poden combinar amb si mateixos per formar una molècula, i en funció del nombre d'àtoms que es combinen es poden classificar en:
- Monoatòmics: presenten un únic àtom, és a dir, la fórmula coincideix amb el símbol que els representa. Únicament hi ha els gasos nobles: He, Ne, Ar, Kr, Xe i Rn.
- Diatòmics: la molècula està formada per dos àtoms. És el cas de la majoria dels elements situats a la dreta de la taula com ara el clor, Cl₂, el fluor, F₂, el nitrogen, N₂, l'oxigen, O₂,...
- Poliatòmics: les molècules estan formades per més de dos àtoms, per exemple el fòsfor, P₄, el sofre, S₈, o bé formen una xarxa metàl·lica tridimensional (és el cas del coure, l'or o el sodi).

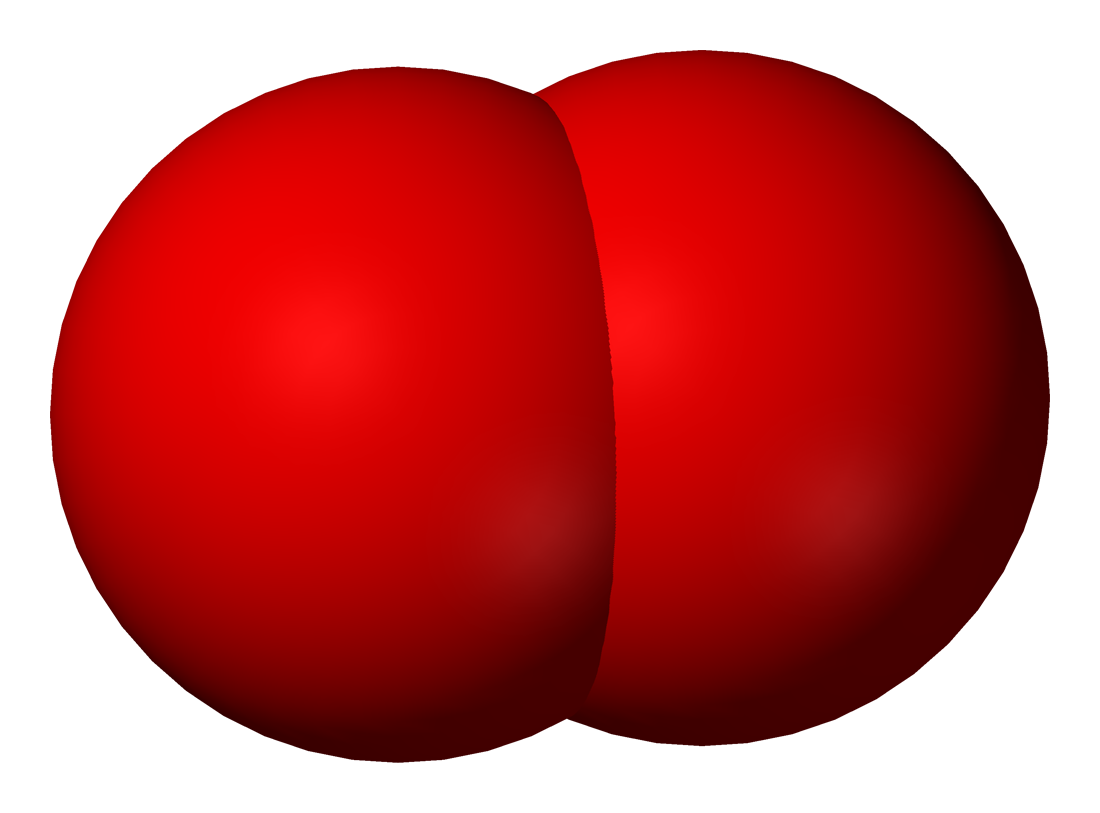
Molècula diatòmica de l'oxigen, O₂
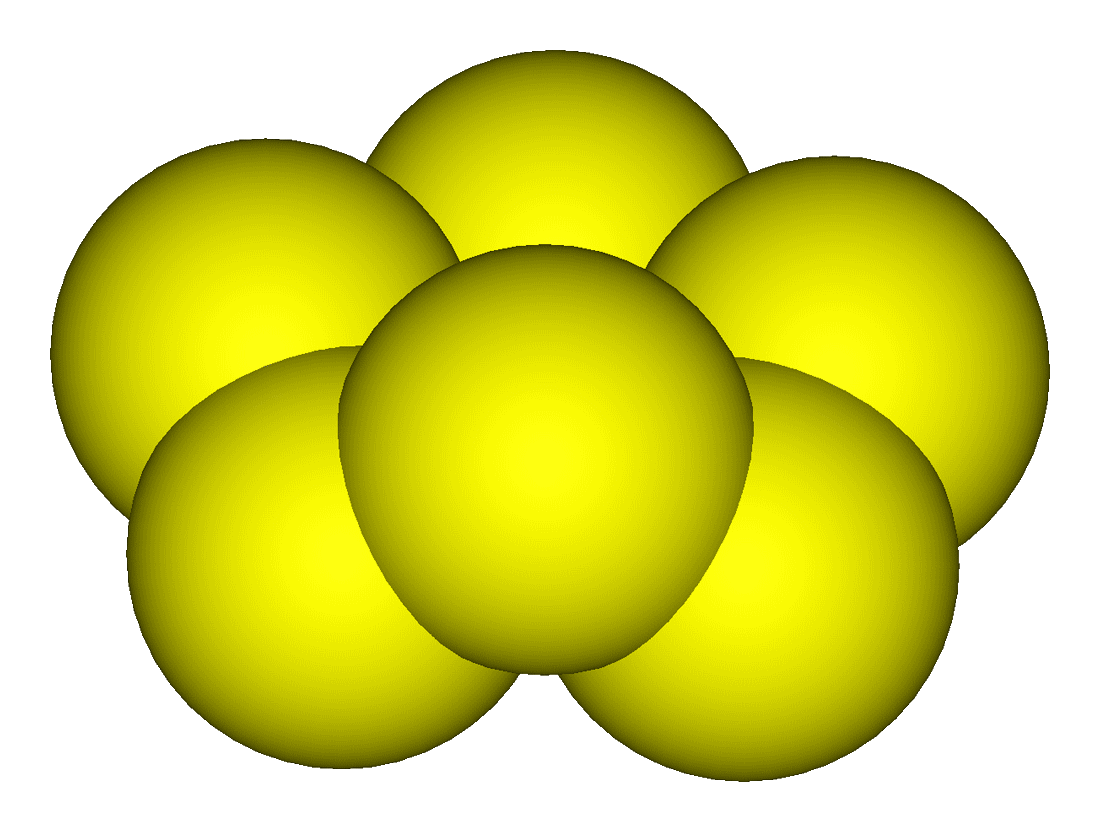
Anell de S₈
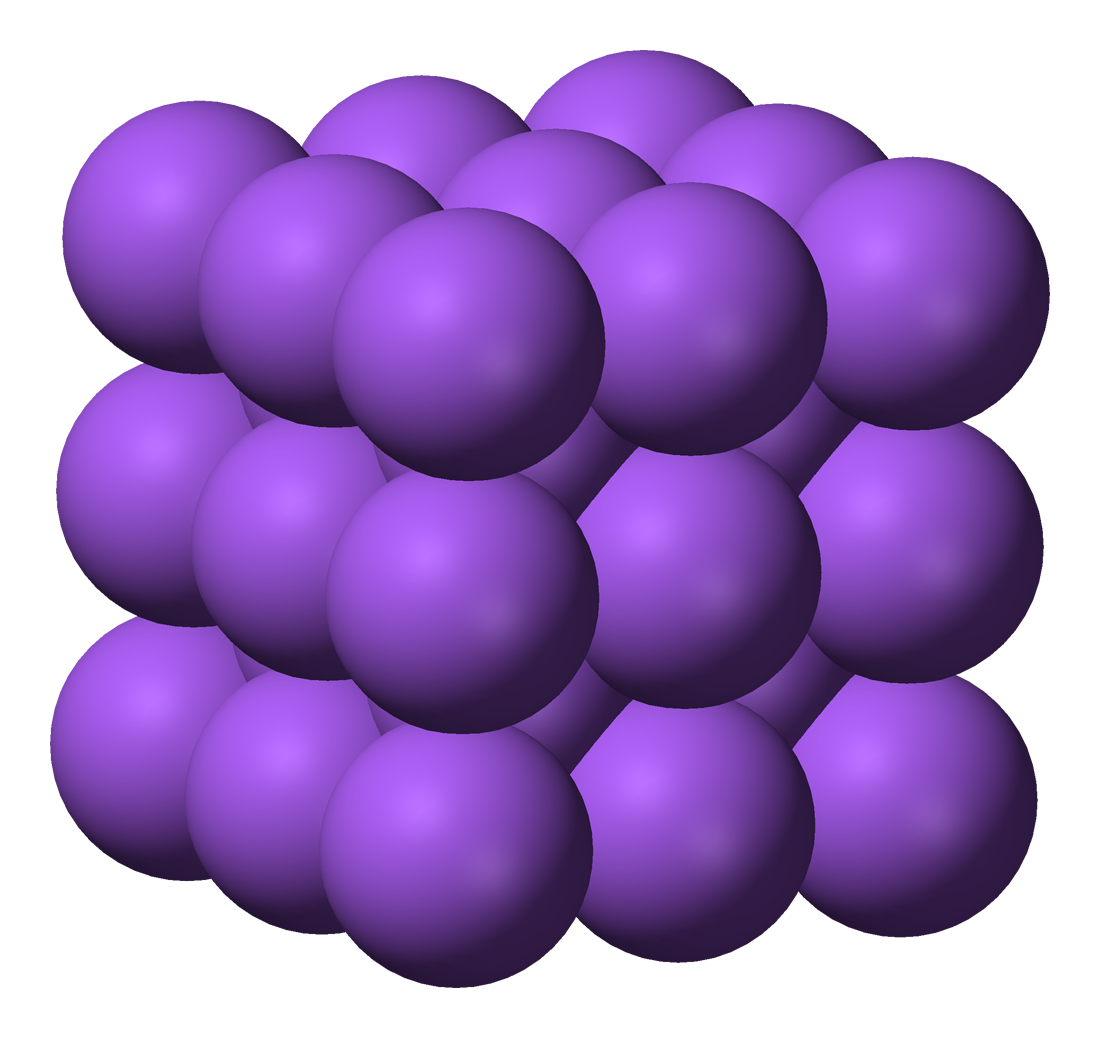
Estructura cristal·lina del sodi, Na

Els elements més estables de la taula periòdica són els gasos nobles, grup 18, ja que presenten nombre d'oxidació 0. Els elements del grup 1 o metalls alcalins tenen un nombre d'oxidació +I perquè perden un electró per aconseguir ser estables com els gasos nobles. En perdre l'electró, esdevindran ions positius. Els elements dels grup 2 o metalls alcalinoterris tenen nombre d'oxidació +II, ja que perden dos electrons per tenir l'estabilitat dels gasos nobles. Els elements del grup 16 o calcògens amb nombre d'oxidació -II guanyen dos electrons per ser estables, és a dir, es convertiran en ions negatius. Els elements del grup 17 o halògens tenen nombre d'oxidació -I perquè agafen 1 electró per ser estables. En guanyar l'electró, esdevindran ions negatius.

## Història

### Primeres teories. Els quatre elements

Representació de la teoria dels quatre elements (Edat mitjana)

L'ésser humà, des de la prehistòria, cercant l'origen i naturalesa de tot quan el rodejava creà mites en els quals cada cosa, cada força natural, era un déu o una figura humana; d'aquí les teogonies i les cosmologies dels pobles primitius, en les quals els fenòmens s'imaginaven produïts per l'acció d'agents sobrenaturals. La intervenció d'aquests agents explicava totes les anomalies aparents de l'univers. Aquest estat teològic de la ciència va perdurar fins al segle VI aC, quan aparegué a Grècia un poderós moviment intel·lectual i els seus més grans filòsofs especularen sobre el món i sobre la naturalesa de la matèria, i plantejaren clarament molts dels problemes fonamentals de la ciència. La idea de l'existència d'un principi permanent origen de tot fou tractada per primer cop per Tales de Milet, aproximadament entre el 624 i el 565 aC. Segons Tales tot estava fet d'aigua. Anaxímenes (585-524 aC) pensà que el principi de tot era l'aire i Heràclit d'Efes (540-475 aC) optà pel foc. Després Empèdocles d'Agrigent (500-430 aC) agrupà en una sola teoria els principis d'aquests filòsofs i hi afegí un quart principi, la terra. naixia així la teoria dels quatre elements: terra, aigua, aire i foc, que servien de suport a les qualitats fonamentals calent i fred i sec i humit, i a dues forces còsmiques, l'amor i l'odi. Aquesta teoria dels quatre elements fou acceptada per Aristòtil (384-322 aC), la qual autoritat permeté la seva expansió per tot el món i la seva perduració durant uns dos mil anys.

### Latria primadels alquimistes
Durant l'Edat mitjana els alquimistes consideraren als metalls com a cossos composts formats per dues qualitats-principis comuns, el mercuri, que representava el caràcter metàl·lic i la volatilitat, i el sofre, que tenia la propietat de la combustibilitat. Amb el temps s'uní un tercer principi, la sal, que representava la propietat de la solidesa i la de la solubilitat. Aquests tres principis o elements, s'anomenaren tria prima i substituïren als quatre elements d'Aristòtil. Conseqüència de les teories dels alquimistes fou la possibilitat de la transmutació dels metalls innobles en nobles i, concretament, la conversió del plom, mercuri i altres metalls en or. Aquesta transmutació, coneguda com la Gran Obra només es podia realitzar en presència de la pedra filosofal, l'obtenció de la qual fou el primer objectiu dels alquimistes.

### L'element de Robert Boyle
El científic irlandès Robert Boyle (1627-1691) fou el primer químic que rompé amb la tradició alquimista de forma oberta en el seu llibre The Sceptical Chymist, 'El químic escèptic', de 1661. En aquest llibre Boyle estableix el concepte modern d'element quan diu que els elements són «certs cossos primitius i simples que no estan formats d'altres cossos, ni un dels altres, i que són els ingredients dels quals es componen immediatament i en els quals es resolen en darrer terme tots els cossos perfectament mixtos» i suposa que el seu nombre ha de ser molt superior als tres dels alquimistes o als quatre d'Aristòtil. Tanmateix, Boyle mantenia la idea de la transmutació dels metalls i atribuïa al foc un caràcter material.

### La definició de Lavoisier
Antoine L. Lavoisier (1743-1794) establí la definició precisa d'element químic quan demostrà que podia descompondre aigua en oxigen i hidrogen (anàlisi de l'aigua) i que també podia combinar aquests dos gasos per a obtenir aigua (síntesi de l'aigua). L'aigua deixà de ser un element. Lavoisier adoptà el concepte de Boyle d'element químic però basat en el resultat experimental. Per a Lavoisier un element químic és una substància pura que no es pot descompondre. Però el fet de considerar una substància com a element és temporal, ja que amb noves tècniques analítiques potser en el futur es podrà descompondre en altres cossos simples. Amb aquesta definició els químics pogueren establir quines substàncies de les conegudes eren elements i, després, reconeguda l'existència de nous elements en l'estudi de les propietats dels cossos, aïllar-los a partir dels seus compostos.

### La teoria atòmica de Dalton

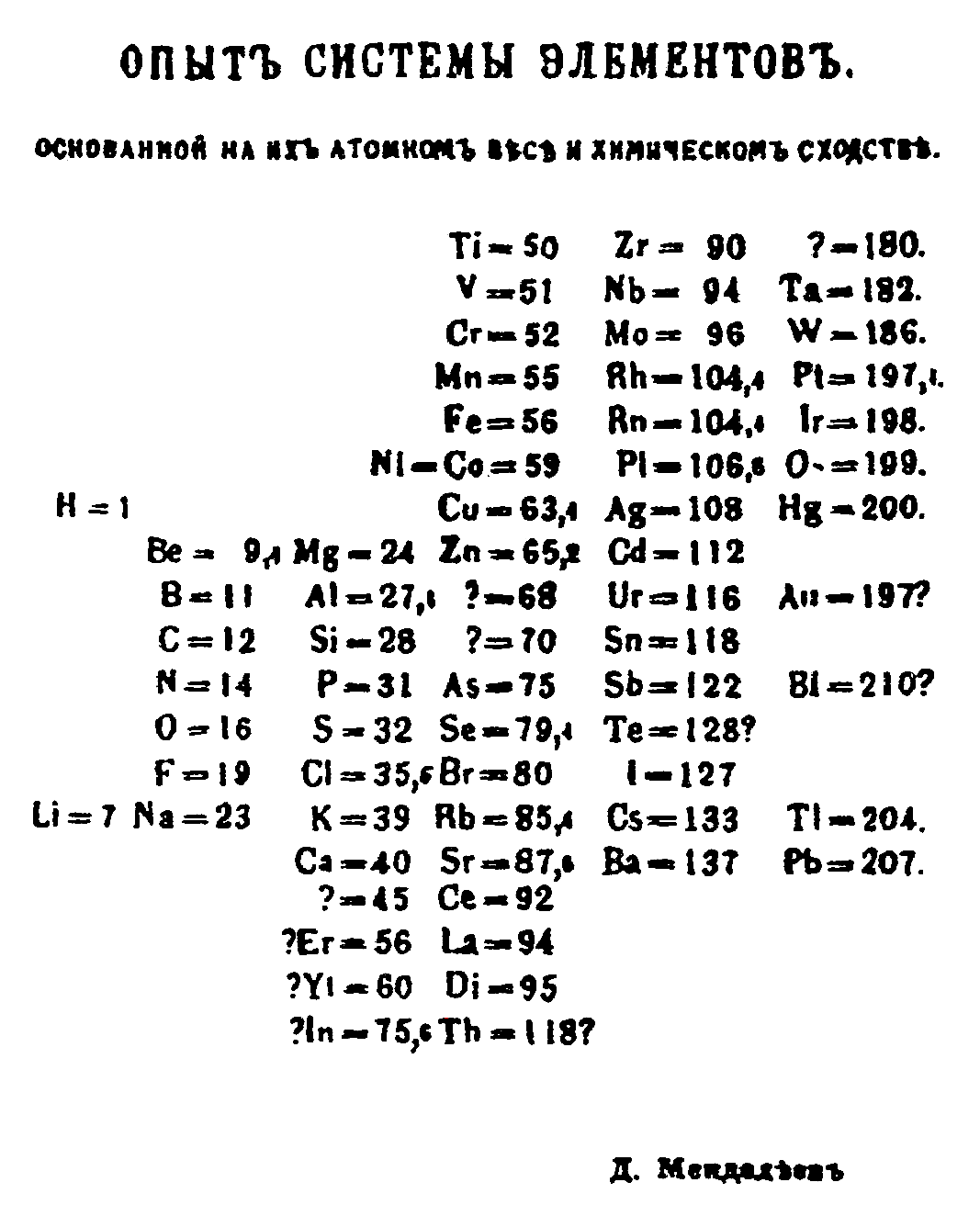
Taula periòdica de Mendeléiev apareguda en la primera edició russa

El suport teòric a la definició empírica de Lavoisier fou obra del químic anglès John Dalton, amb la seva teoria atòmica publicada el 1808. En ella presenta les següents hipòtesis:
1. Els elements estan constituïts per àtoms consistents en partícules separades i indestructibles.
2. Els àtoms d'un mateix element són iguals en massa i en la resta de qualitats.
3. Els àtoms de distints elements tenen diferents massa i propietats.
4. Els compostos es formen mitjançant la unió d'àtoms dels corresponents elements en una relació senzilla. Els «àtoms» d'un determinat compost són a la vegada idèntics en massa i en la resta de propietats.

Amb aquesta teoria Dalton pogué explicar les lleis ponderals i quedà clara la definició d'element químic.

### La taula periòdica de Mendeléiev
El químic rus Dmitri Mendeléiev aconseguí classificar els elements químics coneguts a mitjans del segle xix (1869) en una taula de forma que quedaven agrupats en famílies d'elements amb propietats semblants. La taula l'organitzà a partir de les masses atòmiques posant els elements ordenats per ordre creixent de massa atòmica. Tanmateix hagué de canviar l'ordre de diversos elements de manera que tots els semblants quedassin en una mateixa columna. L'èxit de Mendeléiev fou la predicció de l'existència de deu elements químics encara no descoberts i el seu posterior descobriment (se'n descobriren set, un fou produït artificialment i dos eren errors de la taula).

### El nombre atòmic

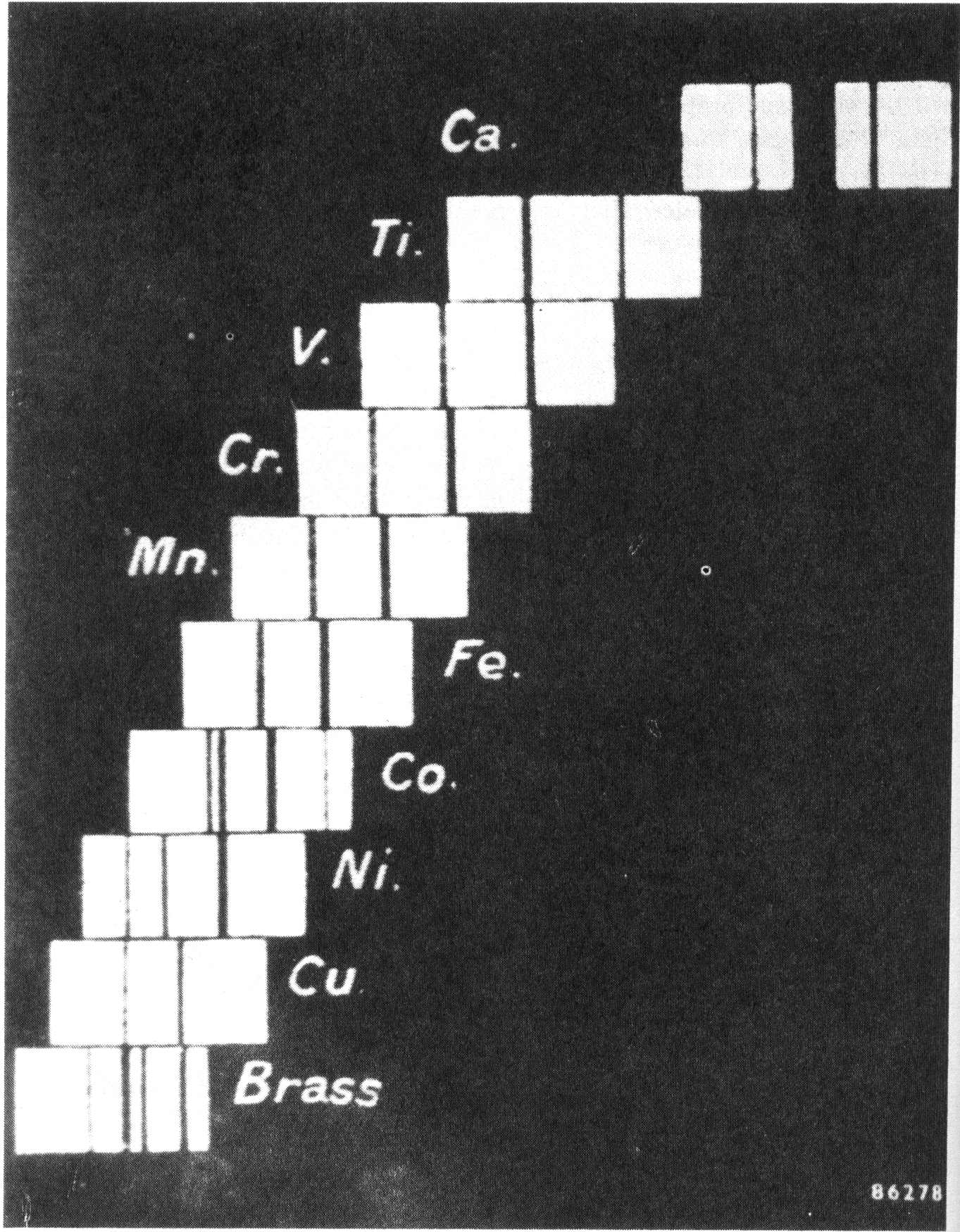
Espectres de raigs X de Moseley

El nombre atòmic fou inicialment el número d'ordre que corresponia a cada element en col·locar-los a la taula periòdica, de manera que tenia un caràcter convencional. Però el 1913, amb els treballs experimentals de Henry Moseley sobre espectres de raigs X, el nombre atòmic adquirí un significat físic. Moseley descobrí que existeix una relació lineal entre l'arrel quadrada de la freqüència, ν, i el nombre atòmic, Z (K i k són dues constants):
Basant-se en la interpretació dels espectres atòmics que havia fet Bohr, Moseley escrigué: «...hi ha a l'àtom una quantitat fonamental que augmenta a intervals discrets en passar d'un element al següent. Aquesta quantitat no pot ser d'altra, que la càrrega positiva del nucli central». D'aquesta manera els elements químics varen quedar determinats pel nombre atòmic.

## Propietats principals per blocs
Categories d'elements de la taula periòdica
| Metalls          | Metalls        | Metalls                       | Metalls                       | Metalls               | Metalls        | Semimetalls | No-metalls              | No-metalls          | No-metalls        | Desconegut |
| Metalls alcalins | Alcalinoterris | Elements de transició interna | Elements de transició interna | Elements de transició | Altres metalls | Semimetalls | No-metalls gasos nobles | No-metalls halògens | Altres no-metalls | Desconegut |
| Metalls alcalins | Alcalinoterris | Lantanoides                   | Actinoides                    | Elements de transició | Altres metalls | Semimetalls | No-metalls gasos nobles | No-metalls halògens | Altres no-metalls | Desconegut |

### Bloc s
| Grup | Símbol químic | Nom      | Nombre atòmic | Massa atòmica | Densitat a 20 °C (g/cm³) | Punt de fusió (°C) | Punt d'ebullició (°C) | Descobriment | Descobridor                                 |
| ---- | ------------- | -------- | ------------- | ------------- | ------------------------ | ------------------ | --------------------- | ------------ | ------------------------------------------- |
| 1    | H             | Hidrogen | 1             | 1,007 94      | 0,000 084                | -259,1             | -252,9                | 1766         | Henry Cavendish                             |
| 1    | Li            | Liti     | 3             | 6,941         | 0,53                     | 180,5              | 1317                  | 1817         | Johan August Arfwedson                      |
| 1    | Na            | Sodi     | 11            | 22,989 768    | 0,97                     | 97,8               | 892                   | 1807         | Humphry Davy                                |
| 1    | K             | Potassi  | 19            | 39,098 3      | 0,86                     | 63,7               | 774                   | 1807         | Humphry Davy                                |
| 1    | Rb            | Rubidi   | 37            | 85,467 8      | 1,53                     | 39                 | 688                   | 1861         | Robert W. Bunsen i Gustav R. Kirchhoff      |
| 1    | Cs            | Cesi     | 55            | 132,905 43    | 1,90                     | 28,4               | 690                   | 1860         | Gustav R. Kirchhoff i Robert Wilhelm Bunsen |
| 1    | Fr            | Franci   | 87            | 223,019 7     |                          | 27                 | 677                   | 1939         | Marguerite Perey                            |
| 2    | Be            | Beril·li | 4             | 9,012 182     | 1,85                     | 1278               | 2970                  | 1797         | Louis Nicolas Vauquelin                     |
| 2    | Mg            | Magnesi  | 12            | 24,305        | 1,74                     | 648,8              | 1107                  | 1755         | Joseph Black                                |
| 2    | Ca            | Calci    | 20            | 40,078        | 1,54                     | 839                | 1487                  | 1808         | Humphry Davy                                |
| 2    | Sr            | Estronci | 38            | 87,62         | 2,63                     | 769                | 1384                  | 1790         | Adair Crawford                              |
| 2    | Ba            | Bari     | 56            | 137,327       | 3,65                     | 725                | 1640                  | 1808         | Humphry Davy                                |
| 2    | Ra            | Radi     | 88            | 226,025 4     | 5,50                     | 700                | 1140                  | 1898         | Marie Curie i Pierre Curie                  |

### Bloc p
| Grup | Símbol químic | Nom       | Nombre atòmic | Massa atòmica | Densitat a 20 °C (g/cm³) | Punt de fusió (°C) | Punt d'ebullició (°C) | Descobriment | Descobridor                                                        |
| ---- | ------------- | --------- | ------------- | ------------- | ------------------------ | ------------------ | --------------------- | ------------ | ------------------------------------------------------------------ |
| 13   | B             | Bor       | 5             | 10,811        | 2,46                     | 2300               | 2550                  | 1808         | Humprhy Davy i Joseph-Louis Gay-Lussac                             |
| 13   | Al            | Alumini   | 13            | 26,981 539    | 2,70                     | 660,5              | 2467                  | 1825         | Hans Christian Ørsted                                              |
| 13   | Ga            | Gal·li    | 31            | 69,723        | 5,91                     | 29,8               | 2403                  | 1875         | Paul Émile Lecoq de Boisbaudran                                    |
| 13   | In            | Indi      | 49            | 114,82        | 7,31                     | 156,2              | 2080                  | 1863         | Ferdinand Reich i Hieronymus Theodor Richter                       |
| 13   | Tl            | Tal·li    | 81            | 204,383 3     | 11,85                    | 303,6              | 1457                  | 1861         | William Crookes                                                    |
| 13   | Nh            | Nihoni    | 113           |               |                          |                    |                       |              |                                                                    |
| 14   | C             | Carboni   | 6             | 12,011        | 3,51                     | 3550               | 4827                  | prehistòric  | desconegut                                                         |
| 14   | Si            | Silici    | 14            | 28,085 5      | 2,33                     | 1410               | 2355                  | 1824         | Jöns Jacob Berzelius                                               |
| 14   | Ge            | Germani   | 32            | 72,61         | 5,32                     | 937,4              | 2830                  | 1886         | Clemens Alexander Winkler                                          |
| 14   | Sn            | Estany    | 50            | 118,71        | 7,29                     | 232                | 2270                  | prehistòric  | desconegut                                                         |
| 14   | Pb            | Plom      | 82            | 207,2         | 11,34                    | 327,5              | 1740                  | prehistòric  | desconegut                                                         |
| 14   | Fl            | Flerovi   | 114           |               |                          |                    |                       | 1998         | Iuri Oganessian i col·laboradors                                   |
| 15   | N             | Nitrogen  | 7             | 14,006 74     | 0,001 17                 | -209,9             | -195,8                | 1772         | Daniel Rutherford                                                  |
| 15   | P             | Fòsfor    | 15            | 30,973 762    | 1,82                     | 44 (P4)            | 280 (P4)              | 1669         | Hennig Brand                                                       |
| 15   | As            | Arsènic   | 33            | 74,921 59     | 5,72                     | 613                | 613 (sublimiert)      | ca. 1250     | Albert Magne                                                       |
| 15   | Sb            | Antimoni  | 51            | 121,75        | 6,69                     | 630,7              | 1750                  | prehistòric  | desconegut                                                         |
| 15   | Bi            | Bismut    | 83            | 208,980 37    | 9,80                     | 271,4              | 1560                  | 1540         | Georgius Agricola                                                  |
| 15   | Mc            | Moscovi   | 115           |               |                          |                    |                       | 2010         | Iuri Oganessian i col·laboradors                                   |
| 16   | O             | Oxigen    | 8             | 15,999 4      | 0,001 33                 | -218,4             | -182,9                | 1774         | Joseph Priestley, Carl Wilhelm Scheele i Antoine Laurent Lavoisier |
| 16   | S             | Sofre     | 16            | 32,066        | 2,06                     | 113                | 444,7                 | prehistòric  | desconegut                                                         |
| 16   | Se            | Seleni    | 34            | 78,96         | 4,82                     | 217                | 685                   | 1817         | Jöns Jacob Berzelius                                               |
| 16   | Te            | Tel·luri  | 52            | 127,6         | 6,25                     | 449,6              | 990                   | 1782         | Franz-Joseph Müller von Reichenstein                               |
| 16   | Po            | Poloni    | 84            | 208,982 4     | 9,20                     | 254                | 962                   | 1898         | Marie Curie i Pierre Curie                                         |
| 16   | Lv            | Livermori | 116           |               |                          |                    |                       |              |                                                                    |
| 17   | F             | Fluor     | 9             | 18,998 403 2  | 0,001 58                 | -219,6             | -188,1                | 1886         | Henri Moissan                                                      |
| 17   | Cl            | Clor      | 17            | 35,452 7      | 0,002 95                 | -34,6              | -101                  | 1774         | Carl Wilhelm Scheele                                               |
| 17   | Br            | Brom      | 35            | 79,904        | 3,14                     | -7,3               | 58,8                  | 1826         | Antoine Jérôme Balard                                              |
| 17   | I             | Iode      | 53            | 126,904 47    | 4,94                     | 113,5              | 184,4                 | 1811         | Bernard Courtois                                                   |
| 17   | At            | Àstat     | 85            | 209,987 1     |                          | 302                | 337                   | 1940         | Dale R. Corson, Kenneth R. MacKenzie i Emilio Segrè                |
| 17   | Ts            | Tennes    | 117           |               |                          |                    |                       | 2010         | Iuri Oganessian i col·laboradors                                   |
| 18   | He            | Heli      | 2             | 4,002 602     | 0,000 17                 | -272,2             | -268,9                | 1895         | William Ramsay                                                     |
| 18   | Ne            | Neó       | 10            | 20,179 7      | 0,000 84                 | -248,7             | -246,1                | 1898         | William Ramsay i Morris W. Travers                                 |
| 18   | Ar            | Argó      | 18            | 39,948        | 0,001 66                 | -189,4             | -185,9                | 1894         | William Ramsay i Lord Rayleigh                                     |
| 18   | Kr            | Criptó    | 36            | 83,8          | 0,003 48                 | -156,6             | -152,3                | 1898         | William Ramsay i Morris W. Travers                                 |
| 18   | Xe            | Xenó      | 54            | 131,29        | 0,004 49                 | -111,9             | -107                  | 1898         | William Ramsay i Morris W. Travers                                 |
| 18   | Rn            | Radó      | 86            | 222,017 6     | 0,009 23                 | -71                | -61,8                 | 1900         | Friedrich E. Dorn                                                  |
| 18   | Og            | Oganessó  | 118           |               |                          |                    |                       |              |                                                                    |

### Bloc d
| Grup | Símbol químic | Nom         | Nombre atòmic | Massa atòmica | Densitat a 20 °C (g/cm³) | Punt de fusió (°C) | Punt d'ebullició (°C) | Descobriment | Descobridor                               |
| ---- | ------------- | ----------- | ------------- | ------------- | ------------------------ | ------------------ | --------------------- | ------------ | ----------------------------------------- |
| 3    | Sc            | Escandi     | 21            | 44,955 91     | 2,99                     | 1539               | 2832                  | 1879         | Lars Fredrik Nilson                       |
| 3    | Y             | Itri        | 39            | 88,905 85     | 4,47                     | 1523               | 3337                  | 1794         | Johan Gadolin                             |
| 3    | La            | Lantani     | 57            | 138,905 5     | 6,16                     | 920                | 3454                  | 1839         | Carl Gustaf Mosander                      |
| 3    | Ac            | Actini      | 89            | 227,027 8     | 10,07                    | 1047               | 3197                  | 1899         | André Louis Debierne                      |
| 4    | Ti            | Titani      | 22            | 47,88         | 4,51                     | 1660               | 3260                  | 1791         | William Gregor i Martin Heinrich Klaproth |
| 4    | Zr            | Zirconi     | 40            | 91,224        | 6,51                     | 1852               | 4377                  | 1789         | Martin Heinrich Klaproth                  |
| 4    | Hf            | Hafni       | 72            | 178,49        | 13,31                    | 2150               | 5400                  | 1923         | Georges Charles de Hevesy i Dirk Coster   |
| 4    | Rf            | Rutherfordi | 104           | 261,108 7     |                          |                    |                       | 1964/69      | Gueorgui Fliórov i Albert Ghiorso         |
| 5    | V             | Vanadi      | 23            | 50,941 5      | 6,09                     | 1890               | 3380                  | 1801         | Andrés Manuel del Río Fernández           |
| 5    | Nb            | Niobi       | 41            | 92,906 38     | 8,58                     | 2468               | 4927                  | 1801         | Charles Hatchett                          |
| 5    | Ta            | Tàntal      | 73            | 180,947 9     | 16,68                    | 2996               | 5425                  | 1802         | Anders Gustaf Ekeberg                     |
| 5    | Db            | Dubni       | 105           | 262,113 8     |                          |                    |                       | 1967/70      | Gueorgui Fliórov i Albert Ghiorso         |
| 6    | Cr            | Crom        | 24            | 51,996 1      | 7,14                     | 1857               | 2482                  | 1797         | Louis Nicolas Vauquelin                   |
| 6    | Mo            | Molibdè     | 42            | 95,94         | 10,28                    | 2617               | 5560                  | 1778         | Carl Wilhelm Scheele                      |
| 6    | W             | Tungstè     | 74            | 183,85        | 19,26                    | 3407               | 5927                  | 1783         | Fausto de Elhúyar i Juan José de Elhúyar  |
| 6    | Sg            | Seaborgi    | 106           | 263,118 2     |                          |                    |                       | 1974         | Iuri Oganessian                           |
| 7    | Mn            | Manganès    | 25            | 54,938 05     | 7,44                     | 1244               | 2097                  | 1774         | Johan Gottlieb Gahn                       |
| 7    | Tc            | Tecneci     | 43            | 98,906 3      | 11,49                    | 2172               | 5030                  | 1937         | Perrier i Emilio G. Segrè                 |
| 7    | Re            | Reni        | 75            | 186,207       | 21,03                    | 3180               | 5627                  | 1925         | Walter Noddack, Ira Tacke i Otto Berg     |
| 7    | Bh            | Bohri       | 107           | 262,122 9     |                          |                    |                       | 1976         | Gottfried Münzenberg i col·laboradors     |
| 8    | Fe            | Ferro       | 26            | 55,847        | 7,87                     | 1535               | 2750                  | prehistòric  | desconegut                                |
| 8    | Ru            | Ruteni      | 44            | 101,07        | 12,45                    | 2310               | 3900                  | 1844         | Karl Ernst Claus                          |
| 8    | Os            | Osmi        | 76            | 190,2         | 22,61                    | 3045               | 5027                  | 1803         | Smithson Tennant                          |
| 8    | Hs            | Hassi       | 108           | 265           |                          |                    |                       | 1984         | Gottfried Münzenberg i col·laboradors     |
| 9    | Co            | Cobalt      | 27            | 58,933 2      | 8,89                     | 1495               | 2870                  | 1735         | Georg Brandt                              |
| 9    | Rh            | Rodi        | 45            | 102,905 5     | 12,41                    | 1966               | 3727                  | 1803         | William Hyde Wollaston                    |
| 9    | Ir            | Iridi       | 77            | 192,22        | 22,65                    | 2410               | 4130                  | 1803         | Smithson Tennant                          |
| 9    | Mt            | Meitneri    | 109           | 266           |                          |                    |                       | 1982         | Gottfried Münzenberg i col·laboradors     |
| 10   | Ni            | Níquel      | 28            | 58,69         | 8,91                     | 1453               | 2732                  | 1751         | Axel Fredrik Cronstedt                    |
| 10   | Pd            | Pal·ladi    | 46            | 106,42        | 12,02                    | 1552               | 3140                  | 1803         | William Hyde Wollaston                    |
| 10   | Pt            | Platí       | 78            | 195,08        | 21,45                    | 1772               | 3827                  | 1557         | Antonio de Ulloa                          |
| 10   | Ds            | Darmstadti  | 110           | 269           |                          |                    |                       | 1994         | Sigurd Hofmann i col·laboradors           |
| 11   | Cu            | Coure       | 29            | 63,546        | 8,92                     | 1083,5             | 2595                  | prehistòric  | desconegut                                |
| 11   | Ag            | Argent      | 47            | 107,868 2     | 10,49                    | 961,9              | 2212                  | prehistòric  | desconegut                                |
| 11   | Au            | Or          | 79            | 196,966 54    | 19,32                    | 1064,4             | 2940                  | prehistòric  | desconegut                                |
| 11   | Rg            | Roentgeni   | 111           | 272           |                          |                    |                       | 1994         | Sigurd Hofmann i col·laboradors           |
| 12   | Zn            | Zinc        | 30            | 65,39         | 7,14                     | 419,6              | 907                   | prehistòric  | desconegut                                |
| 12   | Cd            | Cadmi       | 48            | 112,411       | 8,64                     | 321                | 765                   | 1817         | Friedrich Stromeyer i Karl S. L. Hermann  |
| 12   | Hg            | Mercuri     | 80            | 200,59        | 13,55                    | -38,9              | 356,6                 | prehistòric  | desconegut                                |
| 12   | Cn            | Copernici   | 112           | 277           |                          |                    |                       | 1996         | Sigurd Hofmann i col·laboradors           |

### Bloc f
| Grup | Símbol químic | Nom         | Nombre atòmic | Massa atòmica | Densitat a 20 °C (g/cm³) | Punt de fusió (°C) | Punt d'ebullició (°C) | Descobriment | Descobridor                                                                                   |
| ---- | ------------- | ----------- | ------------- | ------------- | ------------------------ | ------------------ | --------------------- | ------------ | --------------------------------------------------------------------------------------------- |
| 3    | Ce            | Ceri        | 58            | 140,115       | 6,77                     | 798                | 3257                  | 1803         | Wilhelm Hisinger i Jöns J. Berzelius                                                          |
| 3    | Pr            | Praseodimi  | 59            | 140,907 65    | 6,48                     | 931                | 3212                  | 1895         | Carl Auer von Welsbach                                                                        |
| 3    | Nd            | Neodimi     | 60            | 144,24        | 7,00                     | 1010               | 3127                  | 1895         | Carl Auer von Welsbach                                                                        |
| 3    | Pm            | Prometi     | 61            | 146,915 1     | 7,22                     | 1080               | 2730                  | 1945         | A. Marinsky, Lawrence E. Glendenin i Charles D. Coryell                                       |
| 3    | Sm            | Samari      | 62            | 150,36        | 7,54                     | 1072               | 1778                  | 1879         | Paul Émile Lecoq de Boisbaudran                                                               |
| 3    | Eu            | Europi      | 63            | 151,965       | 5,25                     | 822                | 1597                  | 1901         | Eugène Demarçay                                                                               |
| 3    | Gd            | Gadolini    | 64            | 157,25        | 7,89                     | 1311               | 3233                  | 1880         | Jean-Charles Galissard de Marignac                                                            |
| 3    | Tb            | Terbi       | 65            | 158,925 34    | 8,25                     | 1360               | 3041                  | 1843         | Carl Gustaf Mosander                                                                          |
| 3    | Dy            | Disprosi    | 66            | 162,5         | 8,56                     | 1409               | 2335                  | 1886         | Paul Émile Lecoq de Boisbaudran                                                               |
| 3    | Ho            | Holmi       | 67            | 164,930 32    | 8,78                     | 1470               | 2720                  | 1878         | Marc Delafontaine, Jacques-Louis Soret i Per Teodor Cleve                                     |
| 3    | Er            | Erbi        | 68            | 167,26        | 9,05                     | 1522               | 2510                  | 1842         | Carl Gustaf Mosander                                                                          |
| 3    | Tm            | Tuli        | 69            | 168,934 21    | 9,32                     | 1545               | 1727                  | 1879         | Per Teodor Cleve                                                                              |
| 3    | Yb            | Iterbi      | 70            | 173,04        | 6,97                     | 824                | 1193                  | 1878         | Jean-Charles Galissard de Marignac                                                            |
| 3    | Lu            | Luteci      | 71            | 174,967       | 9,84                     | 1656               | 3315                  | 1907         | Georges Urbain                                                                                |
| 3    | Th            | Tori        | 90            | 232,0381      | 11,72                    | 1750               | 4787                  | 1829         | Jöns Jacob Berzelius                                                                          |
| 3    | Pa            | Protoactini | 91            | 231,035 9     | 15,37                    | 1554               | 4030                  | 1917         | Kasimir Fajans i O.H. Göhring                                                                 |
| 3    | U             | Urani       | 92            | 238,028 9     | 18,97                    | 1132,4             | 3818                  | 1789         | Martin Heinrich Klaproth                                                                      |
| 3    | Np            | Neptuni     | 93            | 237,048 2     | 20,48                    | 640                | 3902                  | 1940         | Edwin M. McMillan i Philip H. Abelson                                                         |
| 3    | Pu            | Plutoni     | 94            | 244,064 2     | 19,74                    | 641                | 3327                  | 1940         | Glenn T. Seaborg                                                                              |
| 3    | Am            | Americi     | 95            | 243,061 4     | 13,67                    | 994                | 2607                  | 1944         | Glenn T. Seaborg, Ralph A. James, Leon O. Morgan i Albert Ghiorso                             |
| 3    | Cm            | Curi        | 96            | 247,070 3     | 13,51                    | 1340               |                       | 1944         | Glenn T. Seaborg, Ralph A. James i Albert Ghiorso                                             |
| 3    | Bk            | Berkeli     | 97            | 247,070 3     | 13,25                    | 986                |                       | 1949         | Stanley G. Thompson, Albert Ghiorso i Glenn T. Seaborg                                        |
| 3    | Cf            | Californi   | 98            | 251,079 6     | 15,1                     | 900                |                       | 1950         | Stanley G. Thompson, Kenneth Street, Jr., Albert Ghiorso i Glenn T. Seaborg                   |
| 3    | Es            | Einsteini   | 99            | 252,082 9     |                          | 860                |                       | 1952         | Albert Ghiorso i col.                                                                         |
| 3    | Fm            | Fermi       | 100           | 257,0951      |                          |                    |                       | 1952         | Albert Ghiorso i col.                                                                         |
| 3    | Md            | Mendelevi   | 101           | 258,098 6     |                          |                    |                       | 1955         | Albert Ghiorso, Bernard G. Harvey, Gregory R. Choppin, Stanley G. Thompson i Glenn T. Seaborg |
| 3    | No            | Nobeli      | 102           | 259,100 9     |                          |                    |                       | 1958         | Gueorgui Fliórov i col. i independentment Albert Ghiorso i col.                               |
| 3    | Lr            | Lawrenci    | 103           | 260,105 3     |                          |                    |                       | 1961         | Albert Ghiorso, T. Sikkeland, A.E. Larsh i R.M. Latimer                                       |

## Etimologies dels elements

### A
- Actini (Ac): del grec aktís, aktĩnos, ”raig de llum”.
- Alumini (Al): de l'anglès aluminium, modificació de aluminum, creat el 1812 pel químic Humphry Davy com a derivat savi del llatí alūmen, "alum".
- Americi (Am): del continent Amèrica.
- Antimoni (Sb): del baix llatí antimonium, procedent, sembla, d'una variant de l'àrab ´uṯmud, ´iṯmid, ídem, igual. El símbol Sb, del llatí stibium.
- Argent o plata (Ag): Argent del llatí argĕntum. Plata femení de plat, en el sentit de "plat gran", i també antigament "planxa de metall"; aplicat a l'argent, "planxa d'argent", a còpia de repetir-se, l'expressió acabà per reduir-se a plata com a sinònim d'argent.
- Argó (Ar): del grec argos, "inactiu" (a causa del fet que els gasos nobles són poc reactius).
- Arsènic (As): del llatí arsenĭcum i aquest del grec arsenikón, "viril".
- Àstat (At): del prefix a- i del grec statós "estable", junts donen "inestable".

### B
- Bari (Ba): del grec barýs, "pesant".
- Beril·li (Be): del grec beryllos, beryl, maragda de color verd.
- Berkeli (Bk): de Berkeley, ciutat on es troba la Universitat de Califòrnia.
- Bismut (Bi): del llatí de l'alquímia bisemutum, de l'alemany Wismut, potser relacionat amb Mut(ungsort) "lloc de concessió d'explotació d'una mina" de bismut a Sankt Georg in den Wies(en) (Saxònia).
- Bohri (Bh): en honor del físic danès Niels Bohr, un dels pares de la mecànica quàntica.
- Bor (B): de l'àrab buraq, del persa burah, "bórax".
- Brom (Br): del grec brõmos, "fortor".

### C
- Cadmi (Cd): del llatí cadmia, del grec kadmeia, nom antic del carbonat de zinc que es troba amb sals de cadmi a la natura.
- Calci (Ca): del grec calx, "caliça", mineral de carbonat de calci.
- Californi (Cf): de l'estat nord-americà de Califòrnia.
- Carboni (C): carbó.
- Ceri (Ce): per l'asteroide Ceres, descobert dos anys abans (1801).
- Cesi (Cs): del llatí caesius, color blau verdós.
- Clor (Cl): del grec khlōrós, "verd clar".
- Cobalt (Co): de l'alemany Kobalt, alteració de Kobold "follet" (antigament kobol(e)t, kobelt, llatinitzat en cobaltum), per la creença que els follets substituïen la plata per cobalt.
- Copernici (Cn): en honor de l'astrònom polonès Nicolau Copèrnic autor de la teoria geocèntrica del sistema solar.
- Coure (Cu): del llatí cuprum, provinent de Kýpros, nom de l'illa de Xipre, d'on s'extreia coure de bona qualitat.
- Criptó (Kr): del grec kryptos, "ocult, secret".
- Crom (Cr): del grec khrõma, -atos, "color", i aquest, de khróa o khrós "pell del cos; carn; carnació".
- Curi (Cm): en honor dels físics francesos Pierre Curie i Marie Curie.

### D
- Darmstadti (Ds): en honor de Darmstadt, on hi ha laboratori del GSI, on fou sintetitzat.
- Disprosi (Dy): del grec dysprositos, de "difícil d'obtenir".
- Dubni (Db): en honor del Joint Institute for Nuclear Research, un centre de recerca rus localitzat en Dubna.

### E
- Einsteini (Es): en honor d'Albert Einstein, autor de la Teoria de la Relativitat.
- Escandi (Sc): abreviació d'Escandinàvia, per haver estat extret de la gadolinita, mineral trobat a Ytterby (Suècia).
- Estany (Sn): del llatí stannum o stagnum.
- Estronci (Sr): de l'anglès Strontian, pròpiament nom d'un poble escocès on es va trobar per primera vegada aquest element.
- Europi (Eu): d'Europa.

### F
- Fermi (Fm): en honor del físic italià Enrico Fermi.
- Ferro (Fe): del llatí ferrum.
- Flerovi (Fl): en honor del físic nuclear rus Gueorgui Nikolàievitx Fliórov, descobridor de la fissió espontània.
- Fluor (F): del llatí fluor, -ōris "raig, acte de rajar".
- Fòsfor (P): del grec phōsphóros, "que porta llum", compost de phṓs, phōtós, "llum", i phérō, "portar", perquè en cremar-se produeix molta claredat.
- Franci (Fr): de França.

### G
- Gadolini (Gd): del mineral gadolinita, en honor del químic finlandès Johan Gadolin.
- Gal·li (Ga): del llatí científic gallium, format sobre el llatí gallus pel seu descobridor, el químic francès Paul Émile Lecoq de Boisbaudran, que li donà el seu propi nom llatinitzat, coq, llatí gallus, "gall". Però segons ell del nom que nonaven els romans a França, Gal·lia.
- Germani (Ge): de Germania (nom romà d'Alemanya).

### H
- Hafni (Hf): del llatí científic hafnium, tret de Hafnia, nom llatí de Copenhaguen.
- Hassi (Hs): de l'estat alemany de Hesse on hi ha el grup d'investigació alemany Gesellschaft für Schwerionenforschung (GSI).
- Heli (He): de l'atmósfera del Sol (el déu grec Helios) perquè es descobrí a l'espectre solar el 1868 abans que a la Terra.
- Hidrogen (H): del grec hydro, "aigua"", més genes, "crear", és a dir "engendrador d'aigua", posat pel químic Antoine Laurent Lavoisier perquè en combinar-se amb l'oxigen produeix aigua.
- Holmi (Ho): del llatí científic holmium, llatinització de la segona síl·laba de Stockholm, ciutat natal del químic suec Per Teodor Cleve que el 1888 descobrí aquest metall.

### I
- Indi (In): a causa del color anyil (un dels set colors de l'espectre solar, entre el blau i el violat) del seu espectre.
- Iode (I): del grec iṓdēs, "violat, marró", de íon, "violeta" i eĩdos, "aspecte", creat pel químic Joseph-Louis Gay-Lussac el 1812, en observar el color violat dels seus vapors.
- Iridi (Ir): del llatí científic iridium, sobre el llatí iris, -ĭdis, a causa dels reflexos variats de l'element, com l'iris.
- Itri (Y): de Ytterby, poble de Suècia on es descobrí.

### L
- Lantani (La): del grec lanzanein, "jeure amagat".
- Lawrenci (Lr): en honor del físic Ernest O. Lawrence.
- Liti (Li): del llatí científic lithion, i aquest, del grec líthos, "pedra".
- Livermori (Lv): en honor del Laboratori Nacional Lawrence Livermore, a Livermore, Califòrnia, Estats Units.
- Luteci (Lu): del llatí científic lutetium, del llatí Lutetia, capital de la tribu cèltica dels parisii (nucli del modern París).

### M
- Magnesi (Mg): de Magnèsia, comarca de Tesàlia (Grècia).
- Manganès (Mn): del francès manganèse, probablement d'una pronúncia defectuosa de mangnesia, grafia medieval freqüent de magnesia, amb què es coneixia aquest element semblant a la pedra d'imant de Magnèsia.
- Meitneri (Mt): en honor de Lise Meitner, matemàtica i física d'origen austríac i suec.
- Mendelevi (Md): en honor del químic rus Dmitri Ivánovich Mendeléiev, precursor de l'actual taula periòdica.
- Mercuri (Hg): del baix llatí mercurius, donat pels alquimistes a l'argent viu a causa de la seva constant mobilitat, pensant en el déu Mercuri, missatger dels déus sempre en moviment. El símbol Hg és a causa del fet que Dioscòrides Pedaci l'anomenava «plata aquática» (en grec hydrárgyros, hydra: "agua", gyros: "plata").
- Molibdè (Mo): del llatí molybdaena, i aquest, del grec molýbdaina, derivat de mólybdos "plom", perquè els antics el varen confondre amb una mena de plom.
- Moscovi (Mc): de l'antiga Moscòvia, regió de Rússia.

### N
- Neodimi (Nd): de neos-dýdimos, "nou bessó (del lantani)".
- Neó (Ne): del grec néon, neutre substantivat de néos "nou".
- Neptuni (Np): del llatí científic neptunium, derivat del nom del planeta Neptú.
- Nihoni (Nh): prové de la paraula japonesa per a «Japó» (日本 , Nihon?), en homenatge al país on fou descobert.
- Niobi (Nb): del llatí científic niobium, del nom de Níobe, filla de Tàntal, per trobar-se en minerals de tàntal; descobert el 1801 amb el nom de columbium.
- Níquel (Ni): de l'alemany Nickel, i aquest, del suec nickel, abreviació de kopparnickel, compost de koppar "coure" i nickel "gnom de les mines", diminuntiu de Nikolaus.
- Nitrogen (N): en grec nitrum, "productor de nitrats".
- Nobeli (No): en honor del químic suec Alfred Nobel creador dels premis Nobel.

### O
- Oganessó (Og): en honor del físic nuclear rus Iuri Oganessian.
- Or (Au): del latí aurum, aurora resplandescent.
- Osmi (Os): del llatí científic osmium, i aquest, del grec osmḗ, "olor", per la forta olor d'un dels seus òxids.
- Oxigen (O): del francès oxygène, a partir del grec oxýs, "àcid" i génos, "naixement" perquè Lavoisier creia que tots els àcids en tenien.

### P
- Pal·ladi (Pd): del llatí científic palladium, nom donat pel químic anglès William Hyde Wollaston a aquest element descobert per ell el 1803, inspirat en el llatí Pallas, -ădis, grec Pallás, -ádos, nom de la deessa Minerva, donat a un asteroide descobert el 1802 (Pal·les).
- Platí (Pt): antigament platina, del castellà platino, també antigament platina, diminutiu de plata, del francès platine, manlleu del castellà americà, convertit en masculí pels joiers francesos per analogia d'or, argent.
- Plom (Pb): del llatí plŭmbum.
- Plutoni (Pu): del llatí científic plutonium, derivat del llatí Pluto, -ōnis, "Plutó", déu dels inferns, fill de Saturn i Ops, germà de Júpiter i Neptú.
- Poloni (Po): de Polònia, en honor del país d'origen de Marie Curie, codescubridora de l'element, juntament amb el seu marit Pierre Curie.
- Potassi (K): de l'anglès potassium, creat pel químic anglès Humphry Davy el 1807 sobre el model de magnesia/magnesium, soda/sodium a partir de potash, "potassa". El símbol K prové del grec kalium amb el mateix significat.
- Praseodimi (Pr): del llatí científic praseodymium, i aquest, del grec prásios, "verd clar" i dídymos, "doble, bessó".
- Prometi (Pm): del llatí científic promethium, format sobre el llatí Prometheus, del grec Promētheús, personatge de la mitologia grega, Prometeu, l'heroi que controlà el foc.
- Protoactini (Pa): del grec protos, "primer" i actini.

### R
- Radi (Ra): del llatí radius, "raig".
- Radó (Rn): de l'anglès o el francès radon, i aquest, del llatí científic rad(ium), llatí radius, "raig", amb el sufix científic -on, usat en física per a formar noms de gasos nobles.
- Reni (Re): del llatí científic rhenium, del llatí clàssic Rhenus, "el Rin", que travessa Wesel, ciutat de naixement d'un del seus descobridor Ida Noddack.
- Rodi (Rh): del llatí científic rhodium, creat en anglès a partir del grec rhodon, "rosa" pel descobridor de l'element, William H. Wollaston, el 1803.
- Roentgeni (Rg): en honor del físic Wilhelm Conrad Röntgen, descobridor dels raigs X.
- Rubidi (Rb): del llatí científic rubidium, derivat del llatí rubĭdus, -a, -um, "vermell bru", i aquest, del llatí rubor, -ōris, "vermellor", derivat de rubēre, "ser vermell", que ho és de ruber, -bra, -brum, "vermell".
- Ruteni (Ru): del llatí científic ruthenium, del baix llatí Ruthenia, nom antic de Rússia, per haver estat descobert a les mines dels Urals i isolat pel químic rus Karl Ernst Claus, el 1844.
- Rutherfordi (Rf): en honor d'Ernest Rutherford, físic.

### S
- Seaborgi (Sg): en honor del físic Glenn Theodore Seaborg descobridor de deu elements químics transurànids.
- Seleni (Se): del llatí científic selenium, i aquest, derivat del grec selḗnē, "Lluna", per les seves analogies amb un altre element químic, el tel·luri (del llatí tellus, telluris, "Terra"), així com la Lluna és satèl·lit de la Terra.
- Silici (Si): del llatí científic silicium, derivat de silex, -ĭcis, "sílex".
- Sodi (Na): del llatí científic sodium, creat a partir de l'anglès soda pel químic anglès Humphry Davy, que l'aïllà el 1807. El símbol Na ve del llatí nátrium, (nitrat de sodi).
- Sofre (S): del llatí sŭlfur (sulpur, sulphur), -ŭris.

### T
- Tal·li (Tl): del llatí científic thallium, i aquest, del grec thallós, "rebrot", a causa de la línia verda que presenta el seu espectre.
- Tàntal (Ta): del llatí Tantălus, i aquest, del grec Tántalos, personatge mitològic, Tàntal condemnat a estar submergit dins l'aigua fins a la boca sense poder calmar la set; aplicat a l'element químic que, immers en àcid, no en pot ser saturat.
- Tecneci (Tc): del llatí científic technetium, i aquest, del grec tekhnētós, "artificial".
- Tel·luri (Te): del llatí científic tellurium, format per analogia amb uranium sobre el llatí tellus, -ūris, "la Terra".
- Tennes (Ts): de l'estat Tennessee en els Estats Units, on es troba el Laboratori Nacional d'Oak Ridge, científics del qual participaren en la seva síntesi a l'Institut de Recerca Nuclear de Dubna, Rússia.
- Terbi (Tb): del nom de la població sueca de Ytterby, on s'obtingué la iterbita, mineral d'on s'extreuen els metalls iterbi, terbi, erbi, itri.
- Titani (Ti): del llatí científic titanium, per analogia amb el nom de uranium, dels Titans, els primers fills de la Terra segons la mitologia grega.
- Tori (Th): del llatí científic thorium, del nom del déu escandinau Thor, creat el 1828 pel seu descobridor, el químic suec Jöns Jacob Berzelius.
- Tuli (Tm): del llatí científic modern thulium, del llatí Thule, i aquest, del grec Thoúlē, nom d'una illa imprecisa que marcava el límit septentrional del món conegut pels antics, creat pel seu descobridor, el químic suec Per Teodor Cleve.
- Tungstè (W): del suec tungsten, compost de tung, "pesant" i sten, "pedra". El símbol W ve del nom donat inicialment de wolframi pels germans Fausto i Juan José de Elhúyar perquè l'havien extret del mineral wolframita.

### U, V, X, Z
- Urani (U): del llatí científic uranium, i aquest, del grec ouranós, "el cel".
- Vanadi (V): del llatí científic vanadium, creat pel químic suec Nils Gabriel Sefström en memòria de Vana-dís, sobrenom de la deessa escandinava Freyja.
- Xenó (Xe): de l'anglès xenon, i aquest, del grec xénos, "estrany, estranger", per la seva presència rara, en quantitats ínfimes, en l'atmosfera.
- Zinc (Zn): del francès zinc, i aquest, de l'alemany Zink, d'origen incert, probablement lligat amb Zinke, "pua, punta" a causa de la forma de pues que agafa en les parets del forn de foneria la destil·lació del metall; el mot sembla remuntar-se a la mateixa arrel indoeuropea de Zahn, "dent".
- Zirconi (Zr): del llatí científic zirconium, i aquest, del francès zircon, "zircó", de l'àrab zarqûn, "mini; color taronja", provinent del persa āzargûn, "color de foc" o zargûn, "color d'or".[9][10]

## Abundància
L'abundància d'un element químic es pot definir com la proporció d'aquest element respecte els altres en un entorn determinat. Es pot expressar bàsicament de tres maneres: la fracció en massa (en percentatge, per exemple), la fracció molar i la fracció en volum. A continuació es detalla l'abundància dels principals elements presents a alguns entorns.
| Abundància dels elements químics a la nostra galàxia |            |      |      |      |      |      |      |       |       |       |       |
| Element                                              | Element    | H    | He   | O    | C    | Ne   | Fe   | N     | Si    | Mg    | S     |
| % en massa                                           | % en massa | 73,9 | 24,0 | 1,04 | 0,46 | 0,13 | 0,11 | 0,096 | 0,065 | 0,058 | 0,044 |

| Abundància dels elements químics a la Terra |            |       |       |       |      |      |      |      |      |      |      |
| Element                                     | Element    | Fe    | O     | Si    | Mg   | Ni   | Ca   | Al   | S    | Na   | Co   |
| % en massa                                  | % en massa | 39,76 | 27,71 | 14,53 | 8,69 | 3,16 | 2,52 | 1,79 | 0,64 | 0,39 | 0,23 |

| Abundància dels elements químics a l'escorça terrestre |            |    |    |     |     |     |     |     |     |     |     |     |     |
| Element                                                | Element    | O  | Si | Al  | Fe  | Ca  | Na  | Mg  | K   | Ti  | H   | P   | Mn  |
| % en massa                                             | % en massa | 46 | 27 | 8,0 | 6,0 | 5,0 | 2,5 | 2,5 | 2,0 | 0,6 | 0,1 | 0,1 | 0,1 |

| Abundància dels elements químics als océans |            |       |       |      |      |       |       |      |      |        |        |
| Element                                     | Element    | O     | H     | Cl   | Na   | Mg    | S     | Ca   | K    | Br     | C      |
| % en massa                                  | % en massa | 85,89 | 10,82 | 1,94 | 1,08 | 0,129 | 0,091 | 0,04 | 0,04 | 0,0067 | 0,0028 |

| Abundància dels elements químics al cos humà |            |    |    |    |     |     |     |      |      |      |      |       |       |       |        |
| Element                                      | Element    | O  | C  | H  | N   | Ca  | P   | S    | K    | Na   | Cl   | Mg    | Si    | Fe    | F      |
| % en massa                                   | % en massa | 61 | 23 | 10 | 2,6 | 1,4 | 1,1 | 0,20 | 0,20 | 0,14 | 0,12 | 0,027 | 0,026 | 0,006 | 0,0037 |

## Origen dels elements

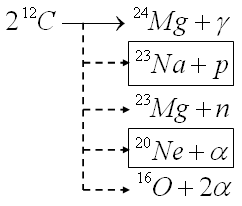
Reaccions de nucleosíntesi del carboni

Els elements químics s'originen tots a partir de l'hidrogen, l'element més abundant a les galàxies. En el si dels estels es produeixen reaccions de fusió nuclear facilitades per l'elevada pressió que es produeix a l'interior degut a l'enorme massa dels estels. Abans de l'aparició de les primeres estrelles, els únics elements que podien trobar-se a l'univers eren l'hidrogen i l'heli. Hi ha moltes reaccions de fusió: la primera és la fusió dels nuclis d'hidrogen per a donar heli; posteriorment, quan s'esgota l'hidrogen,es produeixen altres reaccions, anomenades de nucleosíntesi, que donen lloc a nuclis d'elements cada vegada més pesants. En cada etapa de la vida d'una estrella es produeixen diferents tipus de reaccions de fusió en funció de les condicions de pressió i temperatura al seu interior i dels nuclis disponibles.